# Radiobil (tivolifordon)
En radiobil är en åkattraktion som påminner om en liten bil, och förekommer på nöjesfält. Ofta har de en rejäl stötfångare. Det vanliga sättet att förse dem med elektricitet är via en strömavtagare som går upp i ett strömförande nät i taket. Att strömavtagaren liknar en radioantenn är troligen orsaken till att de kallas radiobilar.
På engelska kallas de Dodgems eller Bumper cars. Dodgems var i själva verket ett märke på bilarna under 1920–1950-talen.

## Bildgalleri

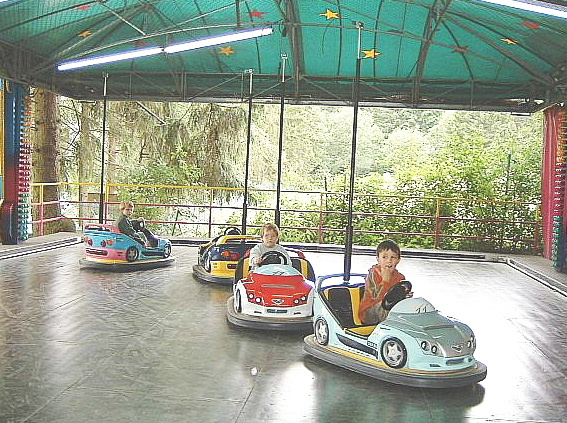
Radiobilar i "Taunuswunderland".
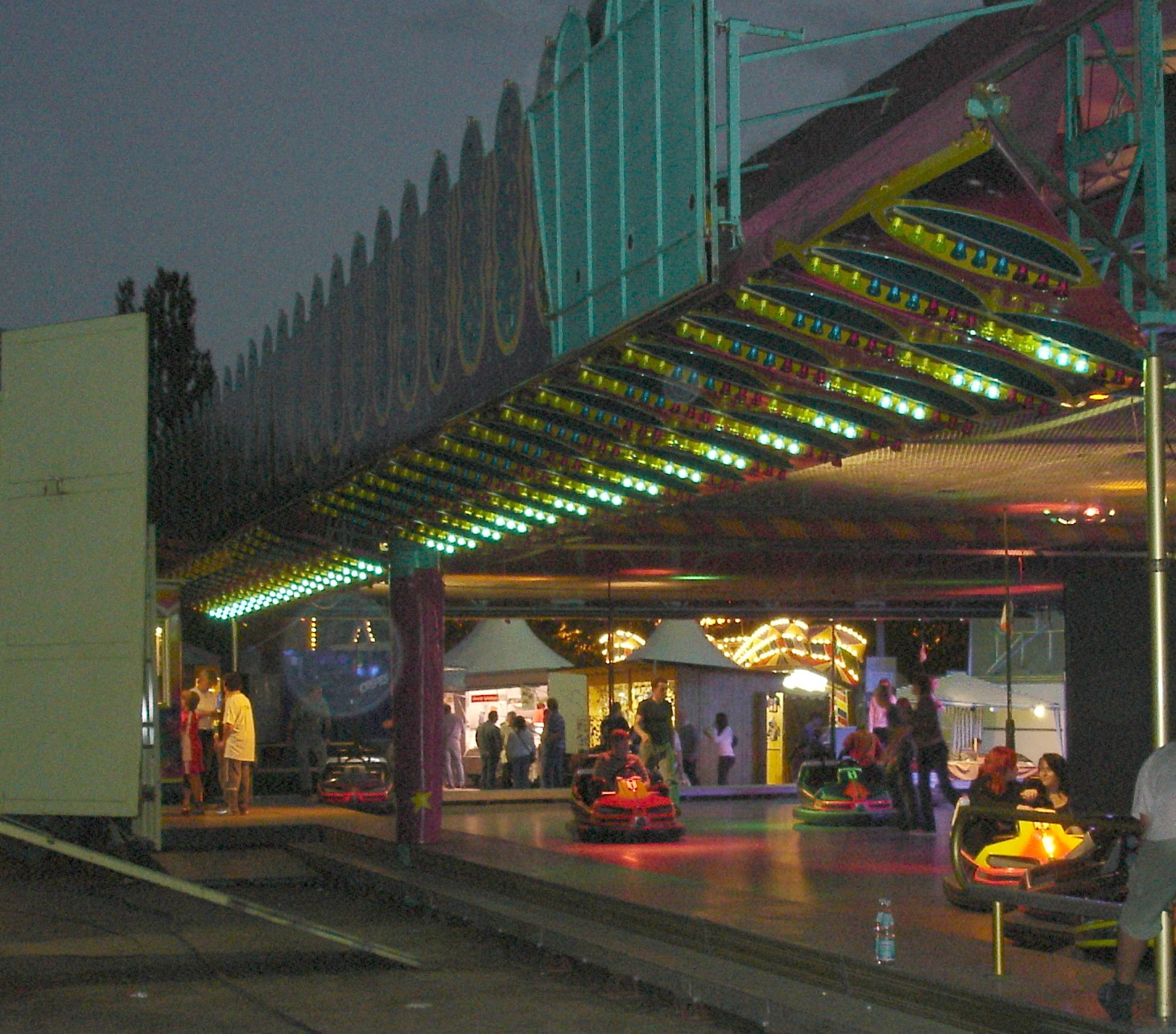
På ett nöjesfält i Frankfurt.
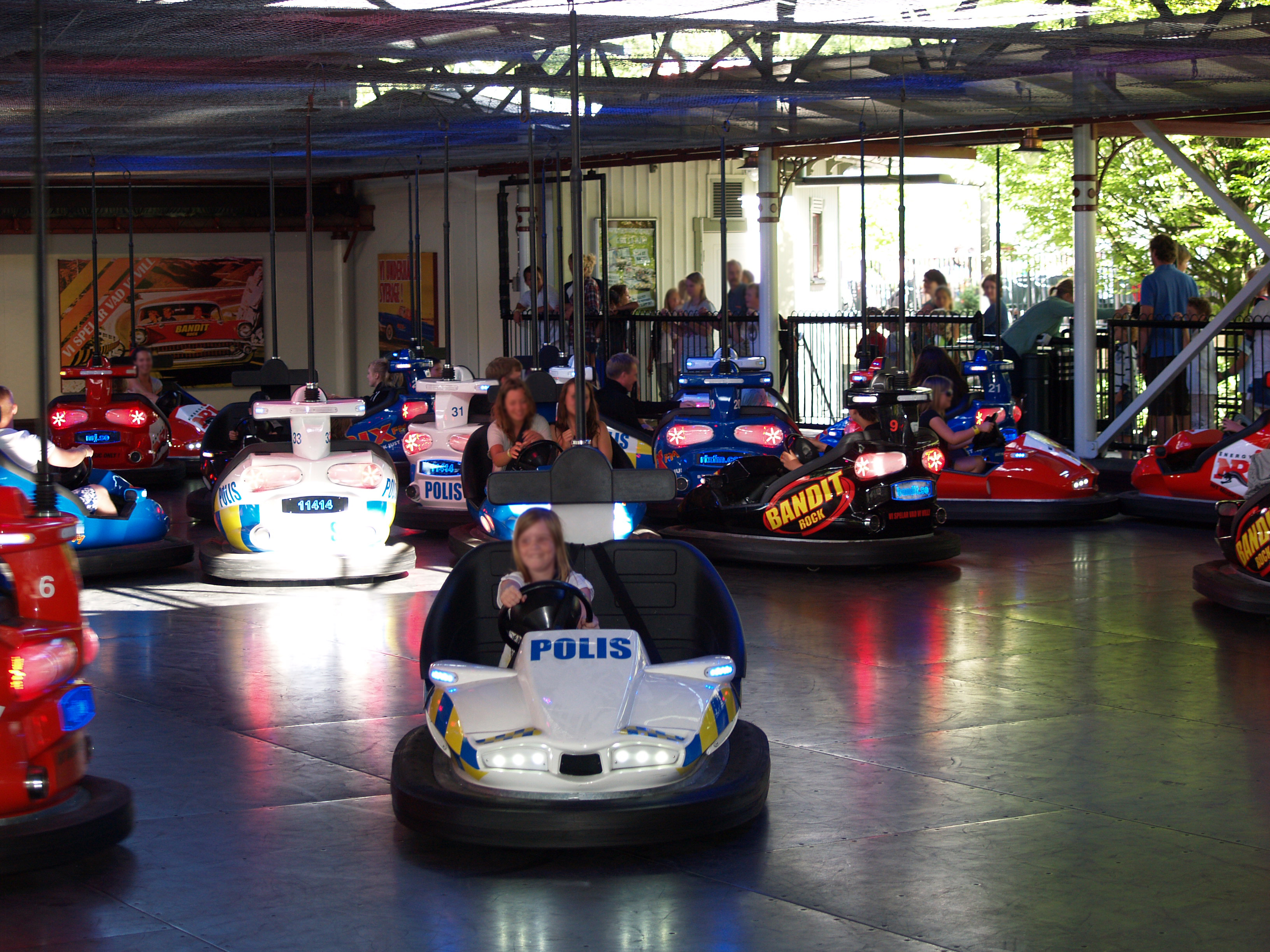
Radiobilarna på Liseberg i Göteborg (2010 års upplaga)
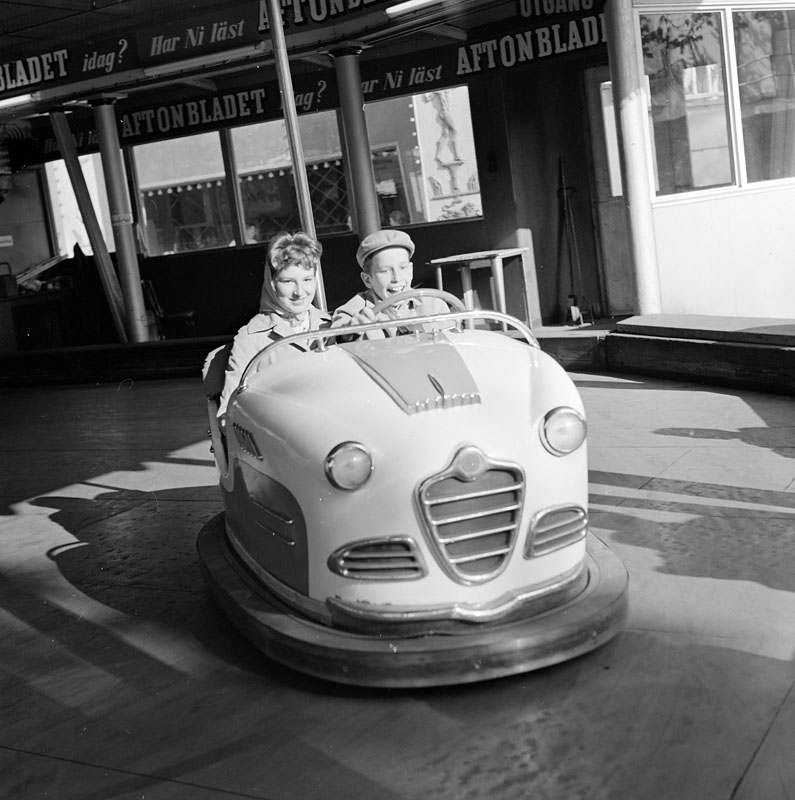
Radiobil på Gröna Lund i Stockholm, 1960.